# سارا شوگرمن
سارا شوگِرمَن (انگلیسی: Sara Sugarman؛ زادهٔ ۱۳ اکتبر ۱۹۶۲) یک هنرپیشه و کارگردان اهل ولز است. وی در سالهای ۱۹۹۲ و ۱۹۹۳ همسر دیوید تیولیس بوده است. از فیلم‌هایی که وی در آن نقش داشته است می‌توان به بازی در سید و نانسی و کارگردانی اعترافات ملکه درام نوجوان اشاره کرد.

## فیلم‌شناسی

### کارگردان
- میداس من (۲۰۲۲؛ کارگردان، جایگزین یوناس اوکرلوند)
- نجات سینما (۲۰۲۲، کارگردان)
- خاندان ورساچه (۲۰۱۳، کارگردان)
- وینیل (۲۰۱۲؛ نویسنده، کارگردان)
- اعترافات ملکه درام نوجوان (۲۰۰۴؛ کارگردان)
- خیلی آنی مری (۲۰۰۱؛ نویسنده، کارگردان)
- گاوهای جنون‌زده (۱۹۹۹؛ کارگردان)

### بازیگر
- آقای نیس (۲۰۱۰)
- آنتراکیتیس (۱۹۹۸) (فیلم کوتاه)
- فروشندگان (۱۹۸۹)
- مستقیم به جهنم (۱۹۸۷)
- فرار از سوبیبور (۱۹۸۷) (تلویزیون)
- سید و نانسی (۱۹۸۶)
- روزهای شکوه آنان (۱۹۸۳)